# Kapogea
Genre
Kapogea est un genre d'araignées aranéomorphes de la famille des Araneidae.

## Distribution
Les espèces de ce genre se rencontrent en Amérique.

## Liste des espèces
Selon World Spider Catalog (version 17.0, 17/03/2016) :
- Kapogea cyrtophoroides (F. O. Pickard-Cambridge, 1904)
- Kapogea isosceles (Mello-Leitão, 1939)
- Kapogea sellata (Simon, 1895)
- Kapogea sexnotata (Simon, 1895)

## Publication originale
- Levi, 1997 : The American orb weavers of the genera Mecynogea, Manogea, Kapogea and Cyrtophora (Araneae: Araneidae). Bulletin of the Museum of Comparative Zoology, vol. 155, n. 5, p. 215-255 (texte intégral).